# Aparan
Aparan (arménsky Ապարան) je město v provincii Aragacotnu v Arménii. K roku 2011 v něm žilo přes šest tisíc obyvatel.

## Poloha a doprava
Aparan leží východně od Aragacu na Kasachu, přítoku Sevdžuru v povodí Araksu. Od Jerevanu, hlavního města Arménie, je vzdálen přibližně šedesát kilometrů severně.
Z Jerevanu vede do Aparanu dálnice M3 přicházející přes Aštarak a pokračující do Vanadzoru.

## Dějiny
Osídlení zde zmiňuje už v druhém století našeho letopočtu Klaudios Ptolemaios pod jménem Casala.

## Sport
V letech 1990–1998 zde působil fotbalový klub FC Nig Aparan.